# Braća po oružju
Braća po oružju je znanstveno fantastična priča koju je napisala Lois McMaster Bujold.
Priča prati Milesov dolazak na Zemlju nakon ambicioznog i uspješno provedenog bijega iz Cetagandanskog zatvora. U priči se uz dobro poznate stare likove javljaju i neki novi koji dovode do novih zapleta.
Knjiga je objavljena 1989. godine.

## Radnja priče
Miles i Dendarijski plaćenici stižu na Zemlju, bježeći pred Cetagandanskom odmazdom i u očajničkoj potrebi da poprave štetu na svojim brodovima. Miles posjećuje Barrayarsko veleposlanstvo kako bi se Dendarijima platilo za njihovu posljednju misiju, ali na nužne popravke će morati pričekati jer za to nema novca. Prisiljen je ostati na staroj dobroj Zemlji.
Ovdje pronalazi svojeg rođaka Ivana Vorpatrila, koji radi za vidljivo neprijateljski nastrojenog kapetana Duva Galenia. Ispostavlja se kako je Galeni zapravo komarranin u srodstvu s jednom od navodnih žrtava Milesovog oca. Miles je preraspoređen, ponovo kao obični poručnik i to kao posilni vojnog atašea u barrayarskom veleposlanstvu pod Ivanovim zapovjedništvom. Kao da to nije dovoljno, Miles otkriva da ima brata klona, a koji ga pokušava ubiti po nalogu komarrskih terorista, kako bi zauzeo njegovo mjesto i otišao na Barrayar.
Pokušaj atentata na Milesa (i eventualni kasniji pokušaj ubojstva njegovog oca Arala) propada, ali Miles se ne rješava klona niti ga predaje Barrayarskim vlastima. Objašnjava mu kako je on u skladu s Betanskim zakonima njegov brat, a prema Barrayarskoj tradiciji njegov mlađi brat bi trebao nositi ime Mark Pierre Vorkosigan. U zamjenu što je "Mark" pomogao Milesu da prevari Cetagandance, koji konačno počinju sumnjati da su Naismith i Vorkosigan jedna te ista osoba, Mark je oslobođen sa znatnom količinom novca, ali i pozivom da se vrati s Milesom na Barrayar i zauzme svoje mjesto koje mu po rođenju pripada. Naravno ako on to želi ili ako se usuđuje.